# Distretto di Huanggu
Il distretto di Huanggu (皇姑区S, Huánggū QūP) è un distretto della Cina, situato nella provincia di Liaoning e amministrato dalla prefettura di Shenyang.